# Era fascista
Era fascista, s pomenom Doba fašizma, je bilo koledarsko štetje let, ki je jemalo za iztočnico prihod fašizma na oblast. V Italiji je bilo uradno v veljavi med letoma 1927 in 1943, v Italijanski socialni republiki med 1943 in 1945.

## Kratka zgodovina fašizma v Italiji
Mussolinijeva vlada je nastopila 29. novembra 1922, s čimer je prišel na oblast fašizem. Vlada je trajala vsega skoraj 21 let.
V drugi svetovni vojni je bila Italija članica sil osi, ki se je z začetnim uspehom bojevala na več frontah. Vendar je po nemško-italijanskem porazu v Afriki, uspehih Sovjetske zveze na vzhodni fronti in kasnejšem zavezniškem izkrcanju na Siciliji, kralj Viktor Emanuel III. aretiral Mussolinija in razpustil vlado. Nova vlada je septembra 1943 podpisala premirje z Zavezniki, s čimer je Italija dokončno kapitulirala. Nemci so s pomočjo fašistov prevzeli nadzor nad italijanskim polotokom, osvobodili Mussolinija in ustanovili Italijansko socialno republiko, kolaboracionistično marionetno državo, ki so jo vodili Mussolini in njegovi sodelavci. Italijanski odpor proti nemški okupaciji in italijanskim fašističnim sodelavcem se je razvil po vsem polotoku, medtem ko je kralj nekaj italijanskih enot na jugu organiziral v vojsko, ki se je do konca vojne borila skupaj z anglo-ameriškimi Zavezniki. Manjše število italijanskih vojakov Salojske republike se je še naprej borilo skupaj z Nemci. Državo je zajela državljanska vojna in italijansko odporniško gibanje se je bojevalo v gverilski vojni proti nemškim silam in silam RSI. Mussolinija so na begu 28. aprila 1945 ujeli in ubili italijanski partizani, kar je zaključilo dobo fašizma.

## Sistem koledarskega štetja
V fašističnih krogih je bilo že od vsega začetka govora o dobi fašizma v smislu novega načina koledarskega zapisovanja. Mussolini je že leta 1923 v datumih zapisoval “prvo leto dobe fašizma”, vendar je bil uradni odlok o novem štetju izdan komaj decembra 1926. Dekret je imel zakonsko veljavo in je obvezoval datacijo vseh javnih dokumentov, vključno z notarskimi.
Glavni časopisi, med temi Il Messaggero in La Stampa, so uvedli novost že takoj naslednjega januarja, nekateri pa precej pozneje, na primer La Domenica del Corriere šele novembra, to je z začetkom novega leta. Novi sistem je namreč predvideval začetek prvega leta na dan 29. oktobra 1922, to je na dan, ko je kralj Viktor Emanuel III. pooblastil Mussolinija za sestavo vlade. Leto se je zaključilo naslednjega 28. oktobra.
Konkretni zapis datuma je moral po letnici dodati dobo fašizma v rimskih številkah, na primer 10 novembre 1924 Anno III Era Fascista. Pozneje se je udomačila navada, da so se taki datumi nekoliko skrajšali, recimo z opuščanjem besede Anno ali s skrajšanjem besedne zveze Era Fascista na E.F. , na nekaterih zgradbah so bile dovolj le rimske številke. Ponekod so se datumi raje daljšali, predvsem z namenom poudarjanja fašistične ideologije, in sicer namesto E.F. kar a fascibus renovatis ali a fascibus resumptis [odkar so bili fašji obnovljeni].